# Senatswahl in Ruanda 2024
Die Senatswahl in Ruanda 2024 fand am 16. September und 17. September statt. Der Wahlkampfzeitraum dauerte vom 26. August bis 14. September. Die finalen Wahlergebnisse sollten bis 24. September veröffentlicht werden.

## Wahlsystem
Der Senat bildet das Oberhaus im parlamentarischen Zweikammersystem Ruandas und umfasst nach Artikel 80 der ruandischen Verfassung 26 Senatoren. Von diesen werden 12 verteilt auf die Verwaltungseinheiten von speziellen Wahlkollegien gewählt, 8 vom Präsidenten ernannt und 4 weitere vom National Consultative Forum of Political Organizations (NFPO) bestimmt. Die letzten zwei Senatorensitze gehen an einen Dozenten oder Forscher einer öffentlichen und einer privaten Hochschule, die von den jeweiligen Institutionen gewählt werden. Die Senatoren werden für eine Amtszeit von fünf Jahren gewählt und können einmal wiedergewählt werden. Darüber hinaus können auch ehemalige Staatsoberhäupter Ruandas nach ihrer Amtszeit zu Senatoren ernannt werden.

## Kandidaten
Für die Wahl wurden von der nationalen Wahlkommission 32 Kandidaten für die 14 zur Wahl stehenden Sitze zugelassen. Die Liste der Kandidaten wurde am 17. August veröffentlicht:
- Kandidaten für die 12 Sitze nach Verwaltungseinheiten, die am 16. September gewählt wurden
  - Kigali (4 Kandidaten für 1 Sitz): Hellen Katushime, Pravda Mfurankunda, Edi-Jones Nkubito und Espérance Nyirasafari
  - Nordprovinz (3 Kandidaten für 2 Sitze): Laetitia Nyinawamwiza, Jean d'Amour Gatera und Amandin Rugira
  - Ostprovinz (5 Kandidaten für 3 Sitze): John Bonds Bideri, Aphrodise Nambaje, Angeline Urujeni, Fulgence Nsengiyumva und Alvera Mukabaramba
  - Südprovinz (7 Kandidaten für 3 Sitze): Pélagie Uwera, Innocent Nkurunziza, Innocent Iyakaremye, Aimée Jaqueline Umutangana, Adrie Umuhire, Sosthène Cyitatire und Elisabeth Mukamana
  - Westprovinz (9 Kandidaten für 3 Sitze): Emmanuel Havugimana, Celestin Kabahizi, Boniface Nyaminani, Theobard Mporanyi, Sylvestre Hitimana, Speciose Nyirabahire, Marie Rose Mureshyankwano, Cyprien Niyomugabo und Bernadette Nzabamwita
- Kandidaten für die 2 Sitze der Universitäts- und Hochschulvertreter, die am 17. September gewählt wurden
  - öffentliche Universitäten Hochschulen (3): Anne Marie Kagwesage, Telesphore Ngarambe und Evariste Ntakirutimana
  - private Universitäten und Hochschulen (1): Penina Uwimbabazi

## Wahlergebnis
Nach den Ernennungen der weiteren Senatoren durch das NFPO am 19. September und den Präsidenten am 23. September waren mit 14 von 26 bzw. 53,8 % der Senatoren erstmals mehr als die Hälfte der Senatssitze weiblich besetzt. In der dritten Legislaturperiode waren es noch neun Senatorinnen. Vorgesehen ist ein Mindestanteil von 30 Prozent.
| Kandidat                  | Stimmen | %     |
| ------------------------- | ------- | ----- |
| Kigali                    |         |       |
| Espérance Nyirasafari     |         | 55,26 |
| Nordprovinz               |         |       |
| Laetitia Nyinawamwiza     | 246     | 73,00 |
| Amandin Rugira            | 211     | 62,61 |
| Ostprovinz                |         |       |
| John Bonds Bideri         | 317     | 80,46 |
| Alvera Mukabaramba        | 301     | 76,40 |
| Fulgence Nsengiyumva      | 270     | 68,53 |
| Südprovinz                |         |       |
| Adrie Umuhire             | 300     | 70,42 |
| Pelagie Uwera             | 268     | 62,91 |
| Sosthène Cyitatire        | 263     | 61,74 |
| Westprovinz               |         |       |
| Marie Rose Mureshyankwano | 286     | 74,67 |
| Emmanuel Havugimana       | 266     | 69,45 |
| Cyprien Niyomugabo        | 260     | 67,88 |
| Wahlbeteiligung           |         | 97,02 |

| Kandidat                                  | Stimmen | %     | Wahlbeteiligung |
| ----------------------------------------- | ------- | ----- | --------------- |
| Öffentliche Universitäten und Hochschulen |         |       |                 |
| Telesphore Ngarambe                       | 808     | 54,89 | 84,42 %         |
| Private Universitäten und Hochschulen     |         |       |                 |
| Penine Uwimbabazi                         | 674     | 97,68 | 77,08 %         |